# Bobrowo (gmina)
Bobrowo – gmina wiejska w Polsce położona w województwie kujawsko-pomorskim, w powiecie brodnickim.

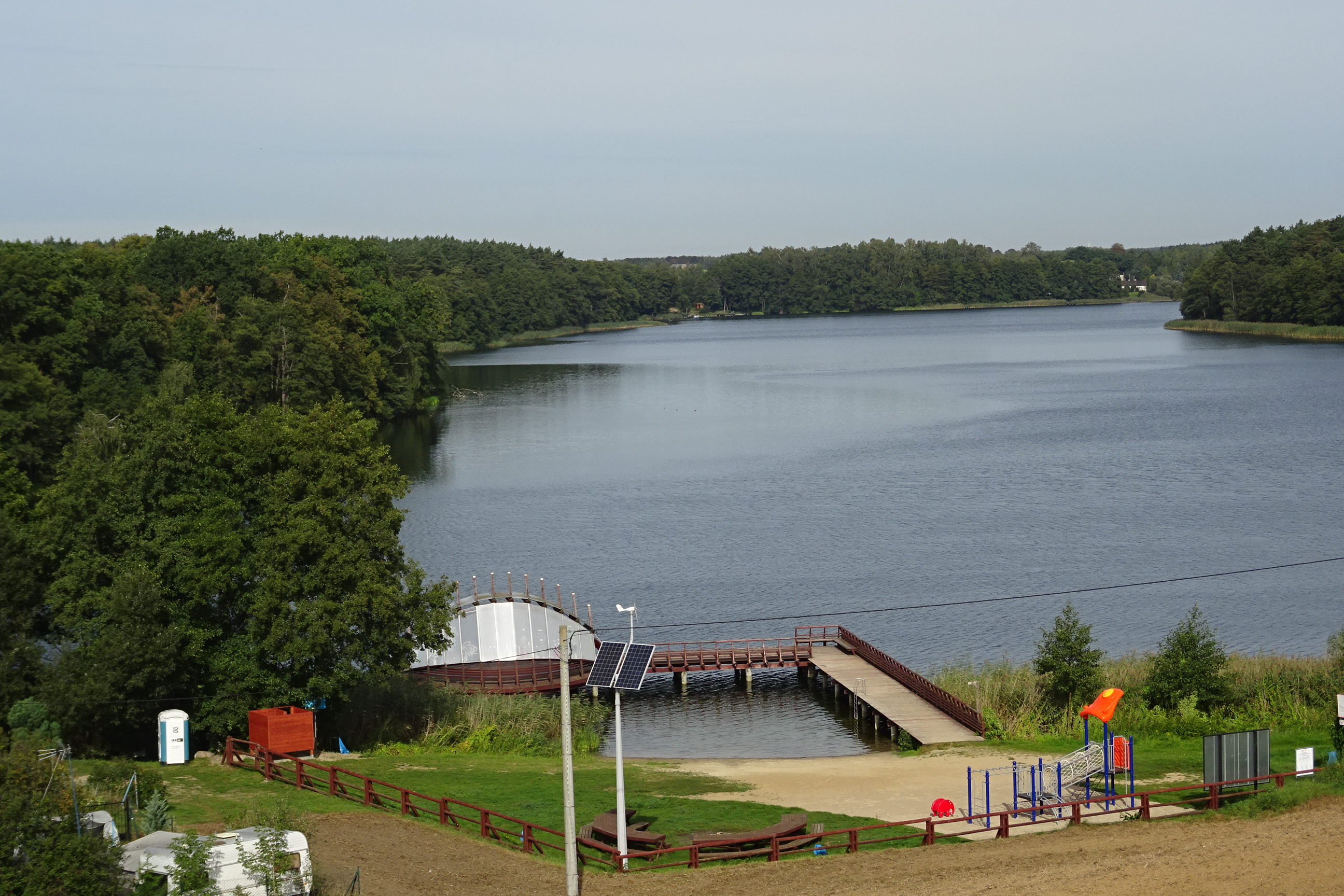
Widok na jezioro Chojno z wieży widokowej, wraz z plażą i molo.

W latach 1975–1998 gmina administracyjnie należała do województwa toruńskiego.
Siedziba władz gminy jest Bobrowo.
Według danych z 30 czerwca 2004 r. gminę zamieszkiwały 6243 osoby. Natomiast według danych z 31 grudnia 2017 roku gminę zamieszkiwało 6370 osób.

## Struktura powierzchni
Według danych z 2005 r. gmina Bobrowo ma obszar 146,28 km², w tym:
- użytki rolne: 80%
- użytki leśne: 8%

Gmina stanowi 14,08% powierzchni powiatu.

## Demografia

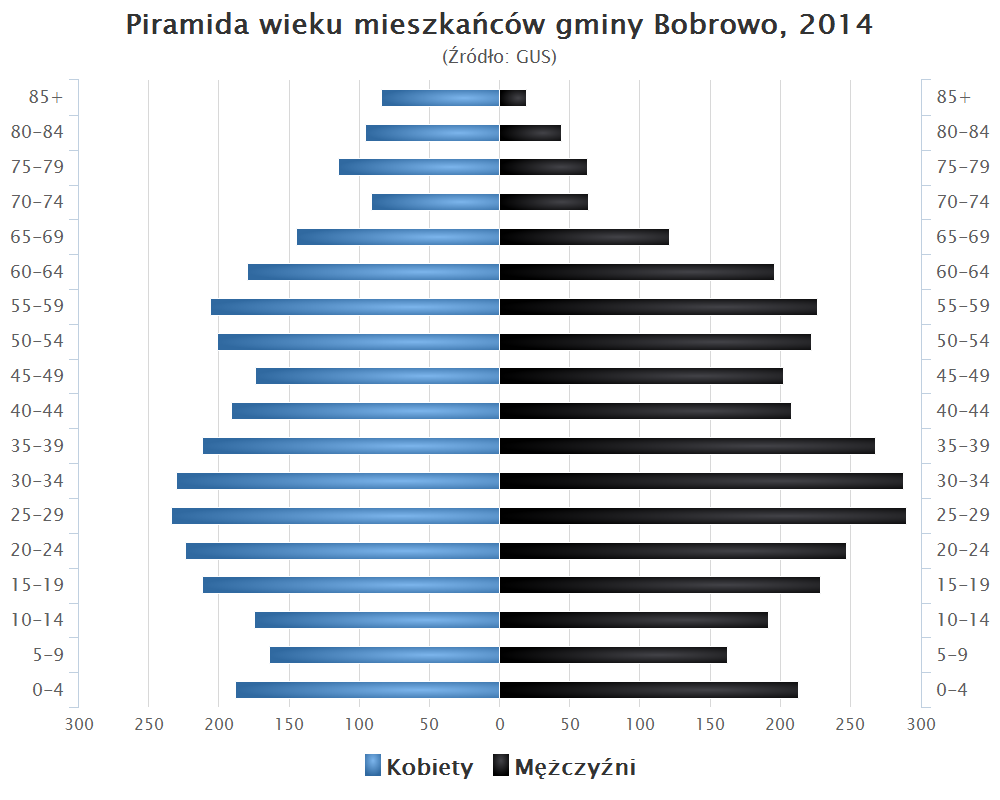
Piramida wieku mieszkańców gminy Bobrowo w 2014 roku

Dane z 30 czerwca 2004 r.:
| Opis                              | Ogółem | Ogółem | Kobiety | Kobiety | Mężczyźni | Mężczyźni |
| --------------------------------- | ------ | ------ | ------- | ------- | --------- | --------- |
| jednostka                         | osób   | %      | osób    | %       | osób      | %         |
| populacja                         | 6243   | 100    | 3084    | 49,4    | 3159      | 50,6      |
| gęstość zaludnienia (mieszk./km²) | 42,7   | 42,7   | 21,1    | 21,1    | 21,6      | 21,6      |

## Zabytki
Wykaz zarejestrowanych zabytków nieruchomych na terenie gminy:
- kościół parafii pod wezwaniem św. Jakuba Apostoła z przełomu XIII/XIV w., wieża z 1755 roku w Bobrowie, nr A/2/1 z 17.10.1929 i 2 z 10.11.1950 roku
- kościół parafii pod wezwaniem św. Andrzeja Apostoła z XIV w. w Brudzawach, nr A/132/55 z 08.11.1931 roku
- kościół ewangelicki, obecnie rzymskokatolicki parafii pod wezwaniem Najświętszego Serca Pana Jezusa z 1896 roku i cmentarz przykościelny w Grzybnie, nr A/1258 z 30.11.2006 roku
- kościół ewangelicki, obecnie rzymskokatolicki filialny pod wezwaniem św. Antoniego Padewskiego z 1866-67 roku i cmentarz przykościelny, część południowa w Kawkach, nr A/1565/1-2 z 28.06.2010 roku
- kościół parafii pod wezwaniem św. Mikołaja Biskupa z pierwszej połowy XIV w. w Kruszynach, nr A/5/4 z 24.10.1929 roku
- drewniany młyn wodny z lat 1880-1890 w Lisam Młynie, nr 354 z 11.07.1980 roku
- kościół parafii pod wezwaniem św. Jana Chrzciciela z pierwszej połowy XIV w., przebudowany w 1609 roku w Nieżywięciu, nr A/7/6 z 17.10.1929 roku
- zespół dworski z drugiej połowy XIX w. w Nieżywięciu, obejmujący: dwór, 2 budynki gospodarcze, park; nr 623 z 12.11.1991 roku
- zespół dworski w Słoszewach, obejmujący: ruina dworu z 1829; spichrz z 1860; stajnia z 1870; kuźnia z 1870; park z XVIII w., nr 575 z 04.02.1988 roku.

## Sołectwa
Bobrowo, Brudzawy, Buczek, Budy, Chojno, Czekanowo, Dąbrówka, Drużyny, Grabówiec, Grzybno, Kawki, Kruszyny, Kruszyny Szlacheckie, Małki, Nieżywięć, Tylice, Wądzyn, Wichulec, Wymokłe, Zgniłobłoty.

### Pozostałe miejscowości
Anielewo, Bobrowo-Kolonia, Bogumiłki, Czartówiec, Florencja, Foluszek, Frydrychowo, Kruszyny-Rumunki, Lisa Młyn, Pasieki, Słoszewy, Smolniki, Zarośle.

## Sąsiednie gminy
Brodnica, Brodnica (miasto), Dębowa Łąka, Golub-Dobrzyń, Jabłonowo Pomorskie, Książki, Wąpielsk, Zbiczno